# 유재현
유재현(柳在賢, ? ~ 1884년 12월 5일(음력 10월 18일)은 조선 말기의 내시(환관)이다.

## 생애
조선 말기의 내시(환관)로 고종과 명성황후의 신임이 두터웠으나 1884년 12월 4일(음력 10월 17)일 김옥균(金玉均)·박영효(朴泳孝)·서재필(徐載弼)·서광범(徐光範)·홍영식(洪英植) 등 개화당 일파가 일으킨 갑신정변에 가담하였다가 왕에게 정변을 알리고, 또 일본공사관에 가서 일본군사로 왕궁을 보호해줄 것을 요청하였다. 그러나 거사 다음날 경우궁(景祐宮)에 이어(移御)한 왕의 일행 중 왕비와 세자가 환궁을 재촉하는 등 왕비 주위에 잡음이 일어나자 기밀이 누설될 것을 우려한 개화파 일당에 의해서 살해되었다.

## 유재현을 연기한 배우들
- 1995년 ~ 1996년 (KBS1) 《찬란한 여명》 - 유태술
- 2001년 ~ 2002년 (KBS2) 《명성황후》 - 권병길